# مهرداد محبعلی
مهرداد محب‌علی (متولد ۱۳۳۹ در تهران) نقاش واقع‌گرای ایرانی است. او از رشته نقاشی دانشگاه تهران فارغ‌التحصیل شد و نخستین نمایشگاه انفرادی وی در سال ۱۳۶۹ در گالری تهران بود. او در دهه شصت و هفتاد خورشیدی نمایش‌های متعددی در گالری‌های گلستان، سبز، لاله برگزار کرد که عموماً لحن مدرن و رمانتیک داشتند. اما نام و آوازه او با گروه ۳۰ به گوش رسید؛ محب‌علی از مدرنیست‌های متاخری‌ست که واقع‌گرایی را جایگزین ریخت سمبولیستی کرد و با همین تغییر رویه از نسل خود فاصله گرفت. مضمون بیشتر تابلوهای محب‌علی نمایش سردرگمی تاریخی و بحران هویتی‌ست. او قهرمانان تاریخی، سیاستمداران را همانقدر در ساخت هویتی ناکارآمد می‌داند که مردم معمولی را. تعدادی از آثار محب‌علی در برخی از حراجی‌ها عرضه شده‌است.

## زندگی‌نامه
او سال ۱۳۳۹ در خانواده‌ای از طبقه متوسط به دنیا آمد و کودکی خود را در شمیران پشت سر گذاشت. بخشی از زندگی‌نامه هنرمند در شماره ۴۸ نشریه تندیس در گفتگو با حسن موریزی نژاد منتشر شده است.

## نمایشگاه
- آقای مطیع، گالری اعتماد، دبی ۱۳۹۴ [۶]
- دگردیسی، گالری اعتماد، تهران ۱۳۹۳[۷]
- گالری گلستان، تهران ۱۳۷۱[۸]
- آرت دبی، گالری اعتماد، دبی ۲۰۱۴[۹]

## کتاب ها
در روز دوازدهم دی ماه 1398، از کتاب «بوگی ووگی در تهران» رونمایی شد که گفتگوی بازسازی شده ی شهروز نظری با مهرداد محب‌علی است و توسط گالری هما با همکاری گالری دستان منتشر شده.